# Mariano Cuadra Medina
Mariano Cuadra Medina (Madrid, 12 de maig de 1912 - 2 d'abril de 1981) va ser un militar espanyol, que va aconseguir el grau de tinent general de l'Exèrcit de l'Aire espanyol i va ser ministre de l'Aire en dos gabinets successius, els últims de la dictadura franquista presidits per Carlos Arias Navarro.

## Biografia
Es va incorporar a l'exèrcit en l'arma de cavalleria, cursant els estudis d'oficial en l'Acadèmia General Militar. Ja com a tinent, es va unir a la revolta militar contra les institucions republicanes que va donar origen a la Guerra Civil. Durant aquesta, va estar present a Aragó, Astúries i la batalla de l'Ebre. Va realitzar cursos complementaris com a pilot en Itàlia i va destacar en la seva habilitat durant els enfrontaments amb altres avions enemics. Derrocat en, almenys, tres ocasions, sense més conseqüències, en finalitzar el conflicte a Espanya havia aconseguit el grau de capità, i poc després se li va reconèixer el de comandant per mèrits de guerra.
Va servir a partir de 1941 a l'Alemanya nazi en la Segona Guerra Mundial al comandament d'una Esquadrilla Blava, la 4a, sota les ordres del que havia estat comandant de la Legió Còndor en la guerra civil, Wolfram von Richthofen, durant la campanya d'invasió de la Unió Soviètica. Va ser va pilotar de caça dels Focke-Wulf Fw 190 i, sobretot, els Messerschmitt Bf 109, i se li va atribuir l'enderrocament de deu avions enemics.
Va tornar a Espanya el 1944 i va ser ascendit a tinent coronel. En 1951 va ser nomenat professor de l'Acadèmia de l'Aire i va realitzar cursos en Estats Units durant els anys 1950 para caces de reacció. Després va dirigir la Base Aèria de Torrejón de Ardoz i finalment va passar a ser agregat militar en l'ambaixada d'Espanya en el Regne Unit. Va ascendir a general en 1963 i a tinent general en 1972, i va ocupar l'adreça del Centre Superior d'Estudis de la Defensa Nacional (CESEDEN). El gener de 1974 va ser nomenat ministre de l'Aire en substitució de Julio Salvador y Díaz-Benjumea, al primer govern d'Arias Navarro després de l'assassinat de Luis Carrero Blanco. Va tornar a ser nomenat al segon govern, format en 1975, sent substituït en el primer gabinet del rei Joan Carles I, per Carlos Franco Iribarnegaray.
Després fou nomenat president de la Sala de Justícia del Consell Suprem de Justícia Militar fins a gener de 1981, i després Conseller Electiu del Consell d'Estat. Va morir el 2 de març de 1981.